# Стабло
Стабло је осовински део изданка који расте непрекидно током живота биљке. Стабло са листовима назива се изданак. Стабло представља једну од две главне структурне осе васкуларне биљке, при чему је друга корен. Стабло се нормално дели у чворове и међучворове:
- Чворови држе један или више листова, као и пупољаке који израстају у гране (са листовима, шишаркама, или цвашћу (цветовима)). Споредно корење исто тако може да настане из чворова.
- Међучворови раздвајају чворове једне од других.

Стабло има четири главне функције:
- провођење воде са минералним материјама од корена ка листовима, а у обрнутом правцу растворених органских материја;
- стабло и његове гране носе листове и постављају их у најповољнији положај за примање Сунчеве светлости.
- складиштење нутријената
- продукција новог живог ткива. Нормални животни век биљних ћелија је од једне до три године. Стабла садрже меристеме које годишње генеришу ново живо ткиво.[5][6]

## Врсте и метаморфозе изданака
Изданак расте врхом, на коме је вегетациона купа. При основи вегетационе купе образују се зачеци листова. У њиховом пазуху образују се бочни изданци.
Део стабла са кога полазе листови назива се чвор (nodus), а део стабла између два чвора је чланак (internodia).
У зависности од дужине чланака изданци могу бити:
- кратки, код којих су листови приближени и
- дуги, код којих се листови налазе на одговарајућој удаљености.

- кратак изданак
- дуги изданак

Код неких биљака, нпр. код маслачка, листови су збијени па граде розету. Код воћака постоје и кратки и дуги изданци, при чему дуги носе листове, а кратки цветове (тзв.родне гране).
Код неких биљака, изданци се развијају испод површине подлоге па се називају подземни изданци. Њихови листови су неразвијени и љуспасти, а сами изданци су задебљали услед магационирања хране. Разликују се од корена по томе што корен никада не носи листове. Са подземних изданака полазе адвентивни коренови.
Такви изданци су метаморфозирани и могу бити у облику:
- ризома,
- кртоле и
- луковице.

- ризом
- кртола
- луковица

Надземни изданак, такође, може да метаморфозира обављајући неку другу функцију:
- трн има заштитну улогу,
- рашљике служе за прихватање за неку чврсту подлогу,
- столоне у виду дугачких изданака служе за вегетативно размножавање,
- филокладије су листолики изданци на којима се развија листић и у његовом пазуху цвет и плод.

- трн
- рашљике
- столоне
- филокладије

## Примарна и секундарна грађа стабла
У почетним фазама развића изданка ствара се његова примарна грађа. Код монокотила та грађа остаје током читавог живота, док се код дикотила и голосеменица примарна грађа замењује секундарном.
Примарну грађу стабла, као и код корена, чине три зоне :
1. епидермис, који се најчешће састоји од једног слоја ћелија;
2. примарна кора коју чини неколико слојева живих паренхимских ћелија и механичке ћелије (најчешће коленхим).
3. централни цилиндар, кога изграђују проводна ткива (флоем и ксилем) и ткиво сржи. Проводни снопићи су код монокотила разбацани, док код дикотила образују прстен. Између флоема и ксилема, код дикотила, налази се примарни камбијум.

Примарна грађа стабла дикотила и голосеменица се већ крајем првог вегетационог периода губи и почиње секундарно дебљање. Између суседних проводних снопића зачиње се секундарни камбијум који се спаја са примарним и образује камбијални прстен. Камбијални прстен одваја елементе дрвета ка центру стабла, а елементе коре ка периферији.

## Гранање изданка
Изданак се развија од пупољчића клице, тако да онај изданак чији раст води клицин пупољчић се назива основни изданак. Бочни изданци су они који настају од бочних пупољака. Пупољак је, у ствари, млад, још неразвијен изданак, чији је најважнији део вегетациона купа. Деобом ћелија вегетационе купе настају сви делови изданка. Одмах испод врха вегетационе купе зачињу се листови, а у њиховом пазуху образују се бочни (пазушни) пупољци из којих постају бочни изданци. Тако настаје гранање, односно образује се систем изданака, којим се постиже повећање површине биљног тела и омогућава повољнији положај листова.
Разликују се два основна типа гранања:
- моноподијално
- симподијално и
- дихотомо

Моноподијално гранање  (monos= један; podien= ножица, осовина) се одликује тиме што је једна осовина главна (назива се моноподијум) и она стално вуче раст, док бочне гране полазе са ње и заостају у расту. Пример моноподијалног гранања су четинари, јасен, храст, јавор и др.
Симподијално гранање се одликује тиме што главна осовина не расте стално врхом, већ прекида растење, а једна од бочних грана преузима правац растења главне осовине. То се стално понавља током раста биљке.
Дихотомо гранање се одликује поделом осовине на два дела, који дају две једнаке гране. Овај тип гранања се среће код неких пречица, маховина и палми.

## Однос са ксенобиотицима
Стране хемикалије као што су загађивачи ваздуха, хербициди и пестициди могу оштетити структуре стабљике.

## Економски значај
Постоје хиљаде врста чије стабљике имају економску употребу. Стабљике пружају неколико главних усева као што су кромпир и таро. Стабљике шећерне трске су главни извор шећера. Јаворов шећер се добија из стабала јавора. Поврће од стабљика су шпаргле, изданци бамбуса, јастучићи кактуса или нопалита, келераба и водени кестен. Зачин, цимет је кора са стабла. Гумирабика је важан адитив за храну добијен из стабала Acacia senegal. Чикл, главни састојак жвакаће гуме, добија се из стабала чикл дрвета.
Лекови добијени из стабљика укључују кинин из коре хининског дрвећа, дестиловани камфор из дрвета из истог рода који обезбеђује цимет, и релаксант мишића кураре из коре тропске лозе.
Дрво се користи на хиљаде начина, нпр. зграде, намештај, чамци, авиони, вагони, делови за аутомобиле, музички инструменти, спортска опрема, железнички прагови, комунални стубови, стубови за ограду, шипови, чачкалице, шибице, шперплоча, ковчези, шиндре, бачве, играчке, ручке за алате, рамови за слике, фурнир, дрвени угаљ и огревно дрво. Дрвна пулпа се широко користи за производњу папира, картона, целулозних сунђера, целофана и неких важних пластичних маса и текстила, као што су ацетат целулозе и рајона. Стабљике бамбуса такође имају стотине употреба, укључујући папир, зграде, намештај, чамце, музичке инструменте, штапове за пецање, водоводне цеви, колце за биљке и скеле. За градњу се често користе дебла палми и папрати. Стабљике трске су важан грађевински материјал за употребу у изради кровова у неким областима.
Танини који се користе за штављење коже добијају се из дрвета одређених стабала, као што је кебрачо. Плута се добија од коре храста плутњака. Гума се добија из стабала Hevea brasiliensis. Ратан, који се користи за намештај и корпе, прави се од стабљика тропских палми. Лична влакна за текстил и ужад добијају се од стабљика укључујући лан, конопљу, јуту и рамију. Најранији папир]] су стари Египћани добили од стабљика папируса.
Ћилибар је фосилизован сок из стабала дрвећа; користи се за накит и може садржати древне животиње. Смоле од четинарског дрвета се користе за производњу терпентина и колофонија. Кора дрвета се често користи као малч и у подлози за узгој контејнерских биљака. Такође може постати природно станиште лишајева.
Неке украсне биљке се узгајају углавном због својих атрактивних стабљика, нпр.
- Бела кора од папирасте брезе
- Увијене гране вавилонске врбе и пруће леске (Corylus avellana 'Contorta')
- Црвена, љуштена кора јавора папирасте коре